# Instituto Médico Howard Hughes

Logo do Instituto Médico Howard Hughes

O Instituto Médico Howard Hughes ou (Howard Hughes Medical Institute, HHMI, em inglês) é uma organização americana sem fins lucrativos que realiza pesquisas médicas, com sede em Chevy Chase, Maryland (EUA). Foi fundada pelo médico americano Howard Hughes em 1953. É uma das maiores empresas privadas de financiamentos de pesquisas biológicas e médicas nos Estados Unidos. A HHMI gasta em média 1 milhão por cada pesquisa por ano, oque equivale a investimentos anuais de pesquisa em cerca de US $ 825 milhões. O instituto possui uma dotação de US $ 18,2 bilhões, tornando-se a segunda instituição filantrópica mais rica dos Estados Unidos. 

## História
O instituto foi criado com a intenção de realizar pesquisas básicas, incluindo tentar entender, nas palavras de Hughes, ´´ a gênese da própria vida´´. Apesar de seus princípios, nos primeiros dias, geralmente era visto como um paraiso fiscal para a enorme fortuna pessoal de Hughes. Ele era o único administrador da HHMI e transferiu seu estoque (de dinheiro) da Hughes Aircraft para o instituto. Durante muitos anos, o instituto lidou com a manutenção de seu status de organização sem fins lucrativos. 
O instituto era incialmente sediado em Miami, Flórida, mudou para Coconut Grove, Flórida, e depois para Bethesda, Maryland, até que chegou a sua base atual, em Chevy Chase, Maryland.

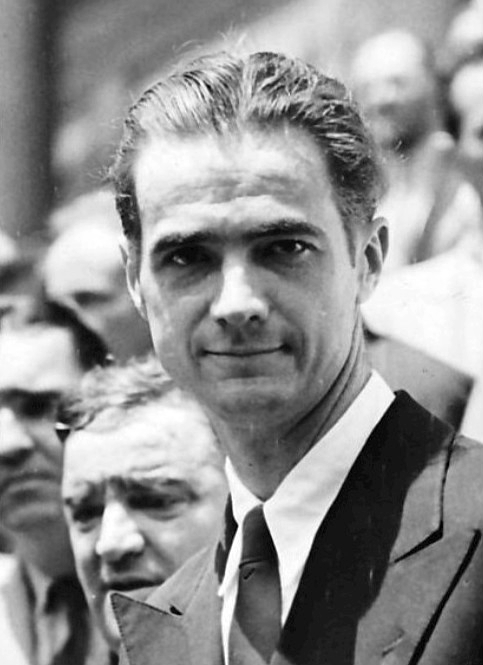
Hughes, o fundador do HHMI